# Макки, Хассан Мухаммад
Хассан Мухаммад Макки  (араб. حسن محمد مكي‎; 22 декабря 1933, Ходейда, Йеменское Мутаваккилийское королевство — 9 июня 2016, Каир, Египет) — йеменский государственный деятель, премьер-министр Йеменской Арабской Республики (1974).

## Биография
Родился в уважаемой или состоятельной семье и для получения образования сначала был отправлен в Египет, а затем в Италию. В 1956 г. окончил Римский университет, а в 1960 г. по окончании Болонского университета получил докторскую степень по экономике. По возвращении в Йемен с 1960 по 1962 г. работал консультантом в Министерстве экономики.
С падением монархии в сентябре 1962 г. становится заместителем министра экономики в республиканском правительстве и директором Йеменского банка реконструкции и развития.
Затем входил в правительство Йеменской Арабской Республики (ЙАР):
1963—1964 гг. — министр экономики,
апрель-сентябрь 1966 и 1967—1968 гг. — министр иностранных дел. Когда в 1968 г. он решил выступать в качестве посредника во время восстания насеристских офицеров и частей армии в Сане, то был тяжело ранен.
Затем он был направлен на дипломатическую работу: сначала в качестве посла в Италию (1968—1970), а затем — в Федеративную Республику Германия (1970—1972).
В 1972—1974 гг. занимал посты году заместителя премьер-министра и министра экономики, с февраля по июни 1974 г. — премьер-министр ЙАР.
- 1974 г. — заместитель премьер-министра и министра экономики,
- 1974—1976 гг. — постоянный представитель ЙАР при ООН,
- 1975—1976 гг. — посол в США и Канаде,
- 1975—1976 гг. — президент Университета Саны,
- 1977—1979 гг. — посол в Италии,
- 1979—1980 гг. — министр иностранных дел,
- 1980—1984 гг. — вновь заместитель премьер-министра и министра экономики.

В период Гражданской войне в Йемене (1994) на него было совершено покушение, жертвами которого стали его водитель и телохранитель, однако сам политик не пострадал.